# Comté de Jefferson (Nebraska)
Pour les articles homonymes, voir Comté de Jefferson.
Le comté de Jefferson est un comté de l'État du Nebraska, aux États-Unis. Son siège est la ville de Fairbury.